# Allégorie de la bataille de Lépante
Pour les articles homonymes, voir Lépante (homonymie).
Allégorie de la bataille de Lépante (en italien Allegoria della battaglia di Lepanto) est une peinture italienne de la Renaissance, exécutée par Véronèse dans les années 1570.

## Historique
Cette toile fut réalisée par l'atelier de Véronèse, sur un dessin du maître. Elle se trouvait à l'église San Pietro Martire à Murano, à droite de l'autel. Il est possible qu'elle fut commandée aux alentours de 1573 par Giustinian de Murano, qui s'était distingué lors de la bataille ou par Onfrè Gustinian qui apporta la nouvelle de la victoire à Venise.

## Description
La partie basse du tableau représente la bataille de Lépante qui est survenue en 1571 entre la sainte Ligue (qui comprenait Venise) et la flotte ottomane et qui fut une grande victoire pour le premier camp. La partie haute du tableau représente Venise, qui est présentée à la Vierge par saint Marc et sainte Justine (la bataille s'est déroulée le jour de sa fête) tandis qu'à gauche on aperçoit saint Pierre et saint Roch. Derrière eux sont peints un groupe d'anges.